# Zbigniew Kwaśniewski
Zbigniew Kwaśniewski, né le 2 avril 1948 à Suwałki (Pologne) et mort le 29 juin 2017, est un footballeur international polonais.

## Biographie
Ancien élève du Wigry Suwałki, le club de sa ville de naissance, où il joue de 1964 à 1968, Zbigniew Kwaśniewski signe ensuite au Włókniarz Białystok, où il joue jusqu'en 1971, année où il rejoint la Gwardia Varsovie. Il signe ensuite au Odra Opole avec qui il remporte la Coupe de la Ligue en 1977 qui donne le droit de participer au 1er tour de la Coupe UEFA 1977-1978.
Auteur d'une bonne saison 1977-1978, Kwaśniewski connait ses deux premières et uniques sélections en équipe de Pologne en mars et avril 1978 pour deux victoires. Présélectionné pour participer à la Coupe du monde 1978 en Argentine, Kwaśniewski est écarté à cause de son âge au profit de Roman Wójcicki.
En 1979, Kwaśniewski est recruté par le franco-polonais Gérard Wozniok à La Berrichonne de Châteauroux.

## Palmarès
- Vainqueur de la Coupe de la Ligue polonaise : 1977

## Statistiques
| # | Date         | Lieu       | Adversaire | Score | Compétitions | Temps joué |
| - | ------------ | ---------- | ---------- | ----- | ------------ | ---------- |
| 1 | 15 mars 1978 | Luxembourg | Luxembourg | 2-0   | Match amical | 73'        |
| 2 | 5 avril 1978 | Poznań     | Grèce      | 3-0   | Match amical | 46'        |